# Codex Durán

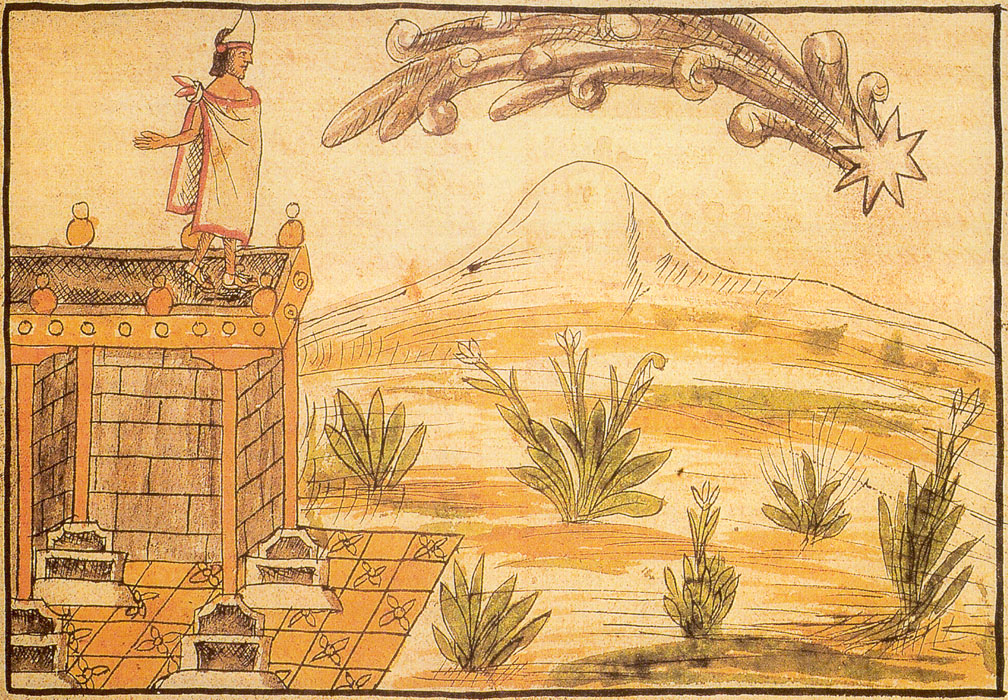
Motēcuhzōma Xōcoyōtzin beobachtet die Passage eines Kometen. Bild aus dem Codex Duran, Kapitel LXIII. Gemäß Duran wurde der Komet vom Tlatoani als Zeichen interpretiert, aber die Medizinleute der Azteken ("agoreros mexicas") wussten nicht zu sagen wofür. Moctezuma suchte dann Rat bei Nezahualpilli von Tetzcoco, der sagte, dass es sich um ein Zeichen des Niederganges von México-Tenochtitlan handelte.

Der Codex Duran (Códice Durán oder Historia de las Indias de Nueva España e Islas de Tierra Firme; deutsch: „Geschichte der indianischen Gebiete von Neu-Spanien und der Festlandsinseln“) ist eine neuspanische Handschrift, verfasst in der zweiten Hälfte des 16. Jahrhunderts durch den dominikanischen Ordensbruder Diego Durán. Er ist verwahrt in der Biblioteca Nacional de Madrid.

## Inhalt
Die Historia de las Indias … ist ein Text über die alte Geschichte der Azteken ("mexicas"). Darin tauchen zahlreiche Referenzen zu anderen Texten auf und wahrscheinlich dienten einige ihrer Quellen auch als Modell für die Crónica Mexicayotl von Hernando de Alvarado Tezozómoc, mit der sie nicht nur das Thema teilt, sondern auch einen Großteil der Informationen. Dieses hypothetische Dokument ging verloren und wird Crónica X genannt.

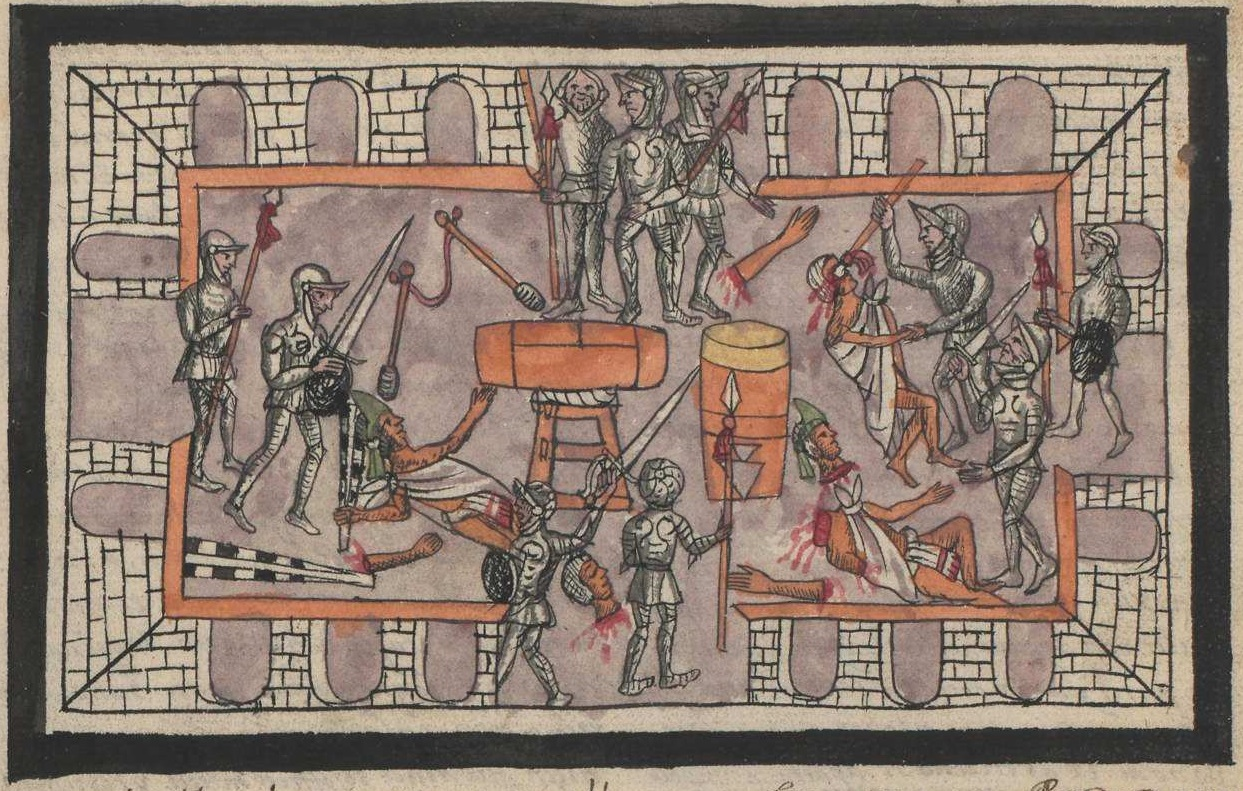
Bild aus dem Codex Durán, das Massaker vom templo Mayor (Haupttempel) (zw. 1521 u. 1530)

Der Codex Duran behandelt die Geschichte der Azteken seit ihrem Auszug aus Chicomoztoc bis zu ihrer Niederlage gegen die Spanier. Auf den Seiten der Handschrift schließt Durán auch zahlreiche Anekdoten ein und ist extrem ausführlich. Der Charakter der Personen erfährt dabei eine besondere Aufmerksamkeit, um die Gründe für den Aufstieg und Untergang von México-Tenochtitlan darzulegen. Besagtes Vorgehen unterscheidet sich von demjenigen, das dieselben Personen in der Crónica Mexicáyotl erfahren. So scheint beispielsweise Tlacaélel im Codex Durán sehr viel wichtiger bei der Entwicklung der Macht der Azteken zu sein als im Codex Tezozómoc.